# Schottenkloster
Schottenklöster (lit. en alemany "monestirs escocesos") és el nom que reben els monestirs del continent europeu que van ser fundats a l'alta edat mitjana, entre els segles XIII i XIV, principalment al sud d'Alemanya i Àustria, per monjos celtes provinents d'Escòcia i Irlanda. Una font important sobre la història primerenca dels monestirs escocesos és la Vita Mariani Scotti .
Una primera onada d'activitat missionera havia emanat d'Irlanda i Escòcia des de l'alta edat mitjana (vegeu missió hibernoescocesa). Els monestirs que ja havien estat fundats entre els segles VI i X també per monjos escocesos reben el nom d'iroschottische Klostergründungen (li. "fundacions monàstiques hibernoescoceses") i no Schottenklöstern.